# پروژه آلامو
«پروژهٔ آلامو» (به انگلیسی: Project Alamo) یک پایگاه داده از اطلاعات رای‌دهندگان است که برای مبارزات انتخاباتی ریاست جمهوری دونالد ترامپ در سال ۲۰۱۶ ایجاد گردید. قصد این پایگاه، جمع‌آوری اطلاعات و ابزارهای لازم برای فعالیتهای تبلیغاتی در حوزه‌های سیاسی بود. مرجع جمع‌آوری این اطلاعات از طریق به‌کارگیری رسانه‌های اجتماعی مانند فیس بوک ممکن گشته بود. این پروژه توسط شرکت جیلز پارسکه (Giles-Parscale) در سان آنتونیو، تگزاس سازماندهی شده‌است. این شرکت با تشکیل یک کمپین موفق شد مبلغ ۹۴ میلیون دلار برای ترامپ جمع‌آوری نماید که در نهایت برای کمک‌های مالی، تبلیغات سیاسی و خدمات رسانه ای دیجیتال از جمله ایجاد وب سایت ترامپ هزینه شدند. در قلب خدمات دیجیتال این کمپین یک بانک اطلاعاتی نیرومند از اطلاعات رای‌دهندگان وجود داشت که امروز آنرا با نام «پروژه آلامو» می‌شناسیم. مقیاس استفاده از اطلاعات دیجیتال رای‌دهندگان برای یک کمپین سیاسی برای این پروژه احتمالاً یک رکورد محسوب می‌شود به طوری که کمپین توانست با تکیه بر این اطلاعات روزانه صدها هزار تبلیغات هدفمند برای مخاطبین خود ارسال نماید.